# Russ Freeman
Russ Freeman, (Nashville, Tennessee, 1960. február 11. − ) amerikai smooth dzsessz gitáros, a The Rippingtons alapítója és vezetője.

## Pályafutása
Freeman a Tennessee állambeli Nashville-ben született. Tízévesen kezdett gitározni. Első tanára egy nashville-i session-zenész volt, aki ismerte az apját. Tanárával hat év után számos foglalkozáson dolgozott profi gitárosként. Két évvel később Los Angelesbe költözött, ahol reklámfilmeknél, valamint Engelbert Humperdinck és Anne Murray énekeseknél talált munkát. Hatásuk George Bensont és Larry Carltont idézi fel.
Freeman egy évig a California Institute of the Arts-ra járt. Aztán felvette első szólóalbumát (Nocturnal Playground). 1985-ben létrehozta a The Rippingtons együttest. A zenekar első összeállításában David Benoit, Gregg Karukas, Brandon Fields, Kenny G és Dave Koz szerepelt. 1993-ra a The Rippingtons Russ Freeman, Jeff Kashiwa, szaxofon, Dave Kochanski, billentyűs, Kim Stone, basszusgitár, Tony Morales, dob és Steve Reid, ütőhangszerek szextettje lett.
Freeman és menedzsere, Andi Howard 1994-ben megalapította a Peak Records-t. 1998-ban Freeman együttműködött a Starship pop-rock együttes gitárosával, Craig Chaquico-val a „From the Redwoods to the Rockies” című albumán. Mint lemezproducer és hangszerelő Freeman basszusgitáron, billentyűs hangszereken és dobokon is játszik. Zenéje például a The Weather Channel műsorában is hallható, a „Brave New World” című dala pedig szerepel a 2008-as válogatásalbumon.
Felesége, Yaredt Leon a The Rippingtons albumaihoz komponált zenét.
A The Rippingtons egy Grammy-díjra jelölt kortárs dzsesszegyüttes. Russ Freeman együttese velük 22 albumot adott ki, amelyek mindegyike elérte a Billboard top 5-öt, és közülük 5 az 1. helyezést érte el.

## Zenekarvezető
- Nocturnal Playground (1986)
- Holiday (1995)
- Drive (2002)

## The Rippingtons
- Moonlighting Moonlighting (1986)
- Kilimanjaro (1988)
- Tourist in Paradise (1989)
- Welcome to the St. James' Club (1990)
- Curves Ahead (1991)
- Weekend in Monaco (1992)
- Live in L.A. (1993)
- Sahara (1994)
- Brave New World (1996)
- Black Diamond (1997)
- Topaz (1999)
- Life in the Tropics (2000)
- Live Across America (2002)
- Let It Ripp (2003)
- Wild Card (2005)
- Modern Art (2009)
- Côte D'Azur (2011)
- Built to Last (2012)
- Fountain of Youth (2014)
- True Stories (2016)
- Open Road  (2019)